# Schneckenhof (Marloffstein)
Schneckenhof (fränkisch: Schnägnghof) ist ein Gemeindeteil der Gemeinde Marloffstein im Landkreis Erlangen-Höchstadt (Mittelfranken, Bayern). Schneckenhof liegt in der Gemarkung Adlitz.

## Lage
Die Einöde ist unmittelbar von Acker- und Grünland umgeben. Etwa 0,5 km östlich befinden sich der Untere und der Mittlere Schwanenweiher. Dahinter schließt sich ein Waldgebiet an. Langensendelbach befindet sich 0,75 km nordöstlich von Schneckenhof. Ein Anliegerweg verläuft nach Adlitz (0,5 km südlich).

## Geschichte
Schneckenhof ist wahrscheinlich bei der Restverteilung des Landes durch Rodung des Waldes um 1100 bis 1200 entstanden. 1318 wurde der Ort erstmals urkundlich erwähnt. Das Bestimmungswort des Ortsnamens kann die Tierbezeichnung Schnecke sein oder aber auch der Familienname Schneck. Im ersten Fall würde dies im übertragenen Sinne auf einen feuchten Boden verweisen, im zweiten Fall wäre der Name des Hofbesitzers bestimmend. Aus einer Beschreibung von 1540 geht hervor, dass zum Ganzhof 36 Morgen Felder, 3 Morgen Weiher, 12 Tagewerk Wiesen und Hutweide und Wald gehörten.
Die Lehnsherrschaft über Schneckenhof hatte das Hochstift Bamberg. Ursprünglich war der Ort in den Händen der Herren von Spardorf. Gottfried von Brauneck kaufte von Seibot von Spardorf den Zehnten von Bräuningshof, Atzelsberg und Schneckenhof, der 1332 zu dessen Seelenheil dem Kloster Neunkirchen am Brand übereignet wurde. Urkunden aus den Jahren 1499, 1601 und 1603 belegen jeweils, dass das Kloster noch den Zehnten bezog. 1339 waren die Nürnberger Patrizier Ulrich und Peter Haller Lehensträger des Ganzhofes. 1370 stiftete der Nürnberger Bürger Konrad Teufel für sich und seine Nachkommen ein Seelgerät, das für den Marienaltar der Sebalduskirche bestimmt war. Hierfür wurden Abgaben u. a. auch von „Sneckenhof“ verwendet, was auch noch 1535 der Fall war. In der Folgezeit – 1548 ausdrücklich bezeugt – wurden die sebaldischen Abgaben vom Nürnbergischen Landesalmosenamt verwaltet. 1552 wurde der Ort im Zweiten Markgrafenkrieg gebrandschatzt. Das Hoch- und Niedergericht wurde vom brandenburg-bayreuthischen Oberamt Baiersdorf ausgeübt, was aber auch vom bambergischen Centamt Neunkirchen beansprucht wurde. 1742 wurde der Ganzhof in zwei Halbhöfe geteilt.
Von 1797 bis 1810 unterstand der Ort dem Justiz- und Kammeramt Erlangen. Im Rahmen des Gemeindeedikts (frühes 19. Jahrhundert) wurde Schneckenhof dem Steuerdistrikt Uttenreuth und der Ruralgemeinde Adlitz zugeordnet.
Am 1. Mai 1978 wurde Schneckenhof im Zuge der Gebietsreform in die Gemeinde Marloffstein eingegliedert.

## Einwohnerentwicklung
| Jahr      | 001818 | 001840 | 001861 | 001871 | 001885 | 001900 | 001925 | 001950 | 001961 | 001970 | 001987 |
| Einwohner | 18     | 29     | 21     | 27     | 23     | 19     | 12     | 29     | 22     | 16     | 16     |
| Häuser    | 4      | 4      |        |        | 4      | 3      | 4      | 3      | 3      |        | 2      |
| Quelle    | [ 8 ]  | [ 11 ] | [ 12 ] | [ 13 ] | [ 14 ] | [ 15 ] | [ 16 ] | [ 17 ] | [ 18 ] | [ 19 ] | [ 1 ]  |

## Religion
Der Ort ist römisch-katholisch geprägt und nach St. Peter und Paul (Langensendelbach) gepfarrt. Die Einwohner evangelisch-lutherischer Konfession sind nach St. Nikolaus (Baiersdorf) gepfarrt.